# Терновка (Енгельський район)
Тернівка (рос. Терновка) — село у Енгельському районі Саратовської області Російської Федерації.
Населення становить 529 осіб. Належить до муніципального утворення Терновське муніципальне утворення.

## Історія
Населений пункт розташований у межах українського історичного та культурного регіону Жовтий Клин.
До 1941 року належав до АРСР Німців Поволжя. Орган місцевого самоврядування від 2004 року — Терновське муніципальне утворення.

## Населення
| 1890 | 1910  | 1926  | 2010 |
| ---- | ----- | ----- | ---- |
| 1812 | ↗2670 | ↘2256 | ↘529 |